# EuroNight

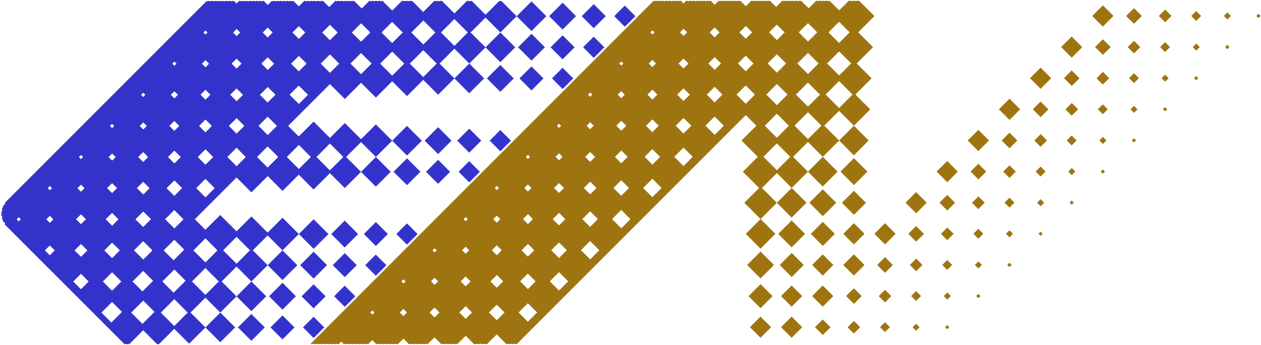
EuroNight

Sieć połączeń EuroNight w rozkładzie jazdy 2015/2016

EuroNight (skrót: EN) – kategoria pociągów uruchamianych przez przewoźników kolejowych w wielu krajach Europy (np. w Polsce przez PKP Intercity).

## Historia
Pierwsze pociągi EuroNight pojawiły się w 1993 roku jako następcy EuroCity-Nacht. Składają się z klimatyzowanych wagonów oraz wagonów restauracyjnych; we wszystkich pociągach jest możliwość zamówienia posiłku lub kupienia napojów u wagonowego (warsmana); śniadanie jest często wliczone w cenę biletu. W Europie Zachodniej pasażerowie nie byli budzeni podczas przekraczania granicy, formalności były załatwiane przez obsługę wagonu.

## Zestawienie składu
EuroNight składa się z wagonu sypialnego, kuszetki i sliperetki. W niektórych pociągach mogą być również wagony 1. klasy, wagon restauracyjny lub barowy oraz niekiedy wagon bagażowy. Wiele pociągów EuroNight oferuje również śniadanie w cenie podróży wagonem sypialnym lub kuszetką.

## Trasy pociągów EuroNight
Pociągi EuroNight kursują pomiędzy następującymi państwami:  Niemcy, Polska, Węgry, Czechy, Austria, Szwajcaria, Chorwacja, Słowacja, Słowenia.
Trasy wszystkich pociągów kategorii EuroNight (2024 r.). Drugi numer pociągu oznacza relację powrotną :
| Nr pociągu     | Nazwa       | Przebieg | Operator  |
| -------------- | ----------- | --- | --------- |
| EN 40457/40476 | Metropol    | Berlin Hbf – Dresden Hbf – Praha-Holešovice - Brno hl.n. - Bratislava hlavná stanica - Budapest Nyugati                    | MÁV-START |
| EN 1153/ 1152  |             | Bratislava-Nové Mesto – Wien Hbf – Graz Hbf – Maribor – Zagreb Zapadni kolodvor - Split                                    | ZSSK      |
| EN 40462/40467 | Kálmán Imre | Budapest Keleti – Wien Hbf – Linz Hbf - Salzburg Hbf - Innsbruck Hbf - Zürich HB                                           | MÁV-START |
| EN 406/407     | Chopin      | München Hbf – Salzburg Hbf – Linz Hbf – Wien Hbf - Ostrava hl.n. - Kraków Główny - Warszawa Wschodnia                      | PKP IC    |
| EN 50462/50237 | Kálmán Imre | Budapest Keleti – Wien Hbf – Linz Hbf - Salzburg Hbf - München-Pasing - Stuttgart Hbf                                      | MÁV-START |
| EN 40458/40459 | Canopus     | Praha hl.n. – Dresden Hbf – Zürich HB                                                                                      | ČD        |
| EN 50466/50467 |             | Praha hl.n. – České Budějovice – Linz Hbf – Salzburg Hbf – Innsbruck Hbf – Zürich HB                                       | ČD        |
| EN 480/60237   | Opatija     | Rijeka - Ljubljana– Villach Hbf – Salzburg Hbf – München-Pasing - Stuttgart Hbf                                            | HŽ        |
| EN 414/40237   |             | Zagreb Glavni kolodvor – Ljubljana– Villach Hbf – Salzburg Hbf – München-Pasing - Stuttgart Hbf                            | HŽ        |
| EN 40414/40465 |             | Zagreb Glavni kolodvor – Ljubljana– Villach Hbf – Salzburg Hbf – Innsbruck Hbf – Zürich HB                                 | HŽ        |
| EN 443/442     | Slovakia    | Praha hl.n. - Pardubice hl.n. - Olomouc hl.n. - Ostrava hl.n. - Bohumín - Čadca - Žilina - Poprad-Tatry - Košice - Humenné | ČD, ZSSK  |